# A19高速公路
A19高速公路是法国的一条高速公路，全长131千米，首段于1993年建成通车，2009年完全建成。A19始于桑斯，与A5高速公路相连，终于舍维伊，与A10高速公路相连。A19也是欧洲E511公路的一部分。